# کد بین‌المللی نام‌گذاری پروکاریوت‌ها
کُد بین‌المللی نام‌گذاری پروکاریوت‌ها (ICNP) یا کُد پروکاریوتی که در گذشته کُد بین‌المللی نام‌گذاری باکتری‌ها (ICNB) یا کُد باکتری‌شناسی (BC) نامیده می‌شد، بر نام‌های علمی باکتری‌ها و آرکی‌ها حاکم است. این کُد، قوانین نام‌گذاری آرایه‌های باکتری‌ها را بر پایهٔ رتبهٔ نسبی آن‌ها بیان می‌کند و یکی از کُدهای نام‌گذاری زیست‌شناسی است.
در ابتدا کُد بین‌المللی نام‌گذاری گیاه‌شناسی برای طبقه‌بندی باکتری‌ها استفاده می‌شد که این موضوع در سال ۱۹۷۵ پایان یافت. همچنین یک کُد اولیه برای نام‌گذاری باکتری‌ها در چهارمین کنگرهٔ بین‌المللی میکروبیولوژی در سال ۱۹۴۷ تصویب شده بود اما بعداً کنار گذاشته شد.
آخرین نسخهٔ این کُد که در قالب کتاب چاپ شد، ویرایش ۱۹۹۰ است، و این کتاب، قوانین کنونی را نشان نمی‌دهد. بازنگری‌های ۲۰۰۸ و ۲۰۲۲ در نشریهٔ بین‌المللی میکروب‌شناسی سیستماتیک و تکاملی (IJSEM) منتشر شده‌است. قوانین توسط کمیتهٔ بین‌المللی سیستماتیک پروکاریوت‌ها (ICSP؛ در گذشته کمیتهٔ بین‌المللی باکتری‌شناسی سیستماتیک، ICSB) حفظ می‌شود.
اسامی باکتری‌های جدید توسط ICSP مطابق با قوانین نام‌گذاری بررسی شده و در IJSEM منتشر شده‌است.

## سیانوباکتری‌ها
از سال ۱۹۷۵، بیشتر باکتری‌ها تحت کُد باکتریولوژیک قرار داشتند. با این حال، سیانوباکتری‌ها هنوز تحت پوشش کُد گیاه‌شناسی بودند. از سال ۱۹۹۹، سیانوباکتری‌ها توسط کٔدهای گیاه‌شناسی و باکتریولوژیک پوشش داده می‌شدند. این وضعیت باعث ایجاد مشکلاتی در نام‌گذاری سیانوباکتری‌ها شده‌است. تا سال ۲۰۲۰، سه پیشنهاد برای چگونگی حل این وضعیت وجود داشت:
1. سیانوباکتری‌ها از کُد باکتریولوژیک حذف شوند.[۶]
2. کُد باکتریولوژیک روی تمام سیانوباکتری‌ها اعمال شود.[۷]
3. موارد معتبر تحت کُد گیاه‌شناسی به‌عنوان موارد معتبر تحت کُد باکتری‌شناسی تلقی شوند.[۸]

در سال ۲۰۲۱، ICSP یک رأی رسمی در مورد سه پیشنهاد برگزار کرد و گزینهٔ سوم انتخاب شد.